# A.J. Applegate
A.J. Applegate (Massapequa, 23 de setembro de 1989) é uma atriz pornográfica norte-americana. Iniciou sua carreira na indústria de filmes adultos em 2012, aos 23 anos de idade.

## Biografia

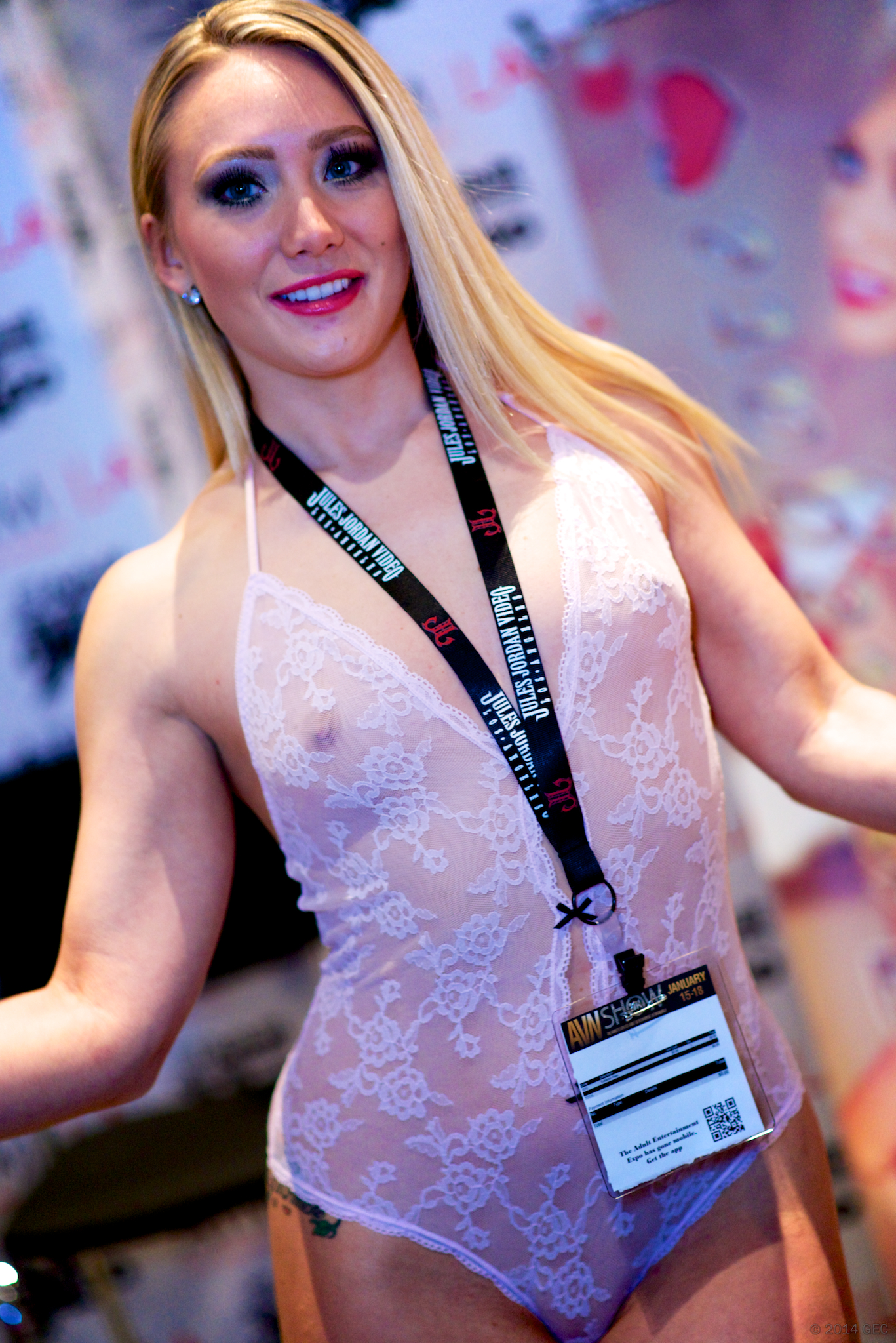
AJ Applegate 2014

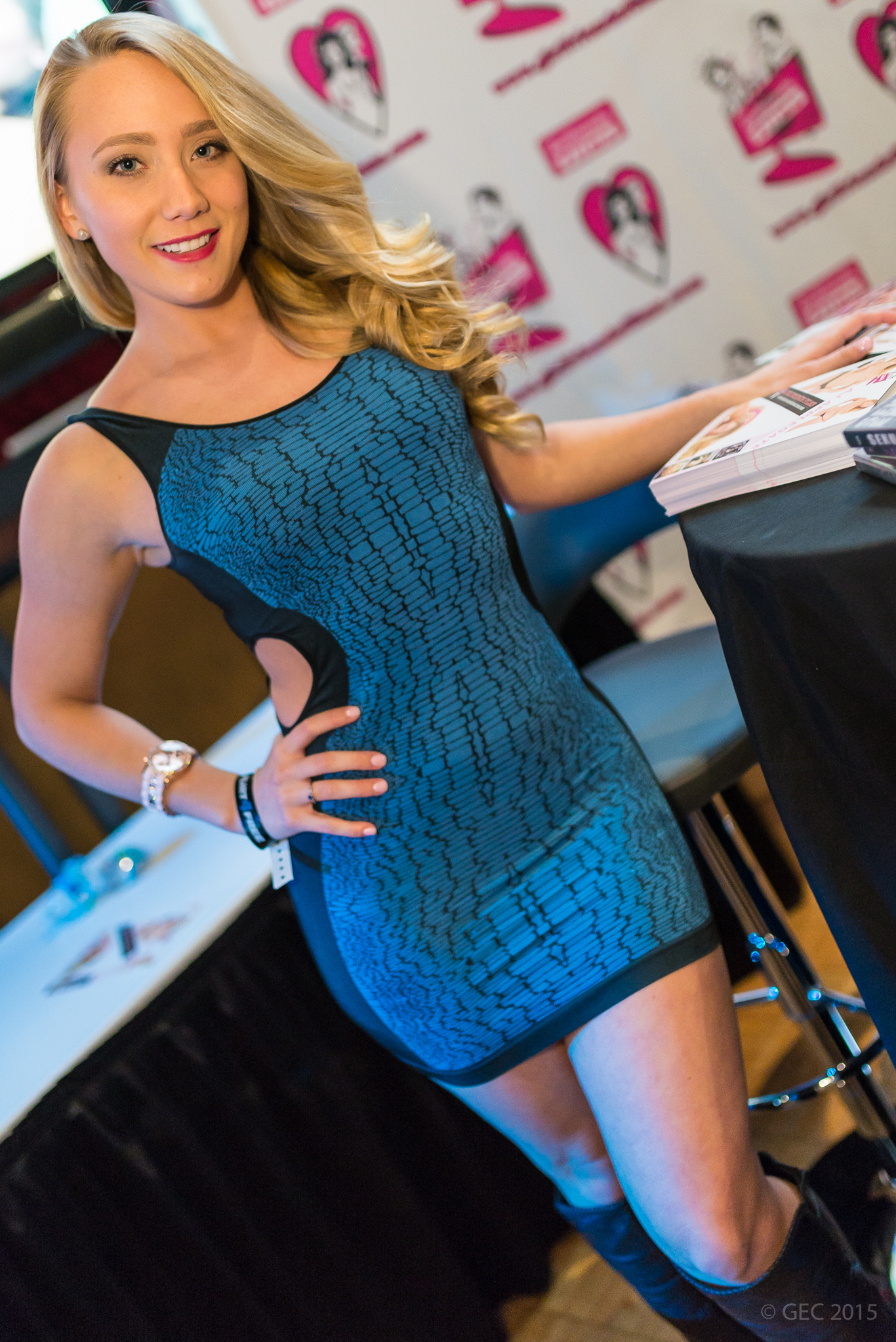
AJ Applegate AVN Expo 2015

Applegate nasceu em Massapequa, Nova Iorque e cresceu em Connecticut. Ela tem descendência italiana e alemã. Applegate se identifica como bissexual.

## Carreira
Applegate começou a trabalhar como stripper quando tinha 19 anos no Gold Club em Hartford, Connecticut. Mais tarde, ela trabalhou como modelo nu, modelo de fetiche e professora de dança.
Applegate entrou para a indústria de filmes adultos em 2012, aos 22 anos de idade e inicialmente usou o nome artístico Kaylee Evans. Sua primeira cena, intitulada "Big Butt Bouncing", foi para o site Mofos.com I Know That Girl. Ela decidiu mudar seu nome artístico depois de perceber que tanto o primeiro nome Kaylee quanto o sobrenome Evans eram comuns na indústria e ela queria se diferenciar de outras estrelas pornô. Ela escolheu o primeiro nome A.J. porque ela gostava de nomes unissex e o sobrenome Applegate, porque ela foi frequentemente dito que ela se assemelhava a Christina Applegate.
Applegate planeja trabalhar na indústria adulta pelo maior tempo possível e alcançar o status "MILF". Ela também afirmou que espera dirigir e ter sua própria produtora no futuro.
Um fato triste na vida da atriz aconteceu em 2019, ela estava numa viagem no México com seu namorado e também ator pornográfico Bill Bailey que devido um incidente morreu.

## Prêmios e indicações
| Ano      | Resultado | Prêmio                                                           | Filme                            |                        |
| -------- | --------- | ---------------------------------------------------------------- | -------------------------------- | ---------------------- |
| 2014     | Indicado  | Best New Starlet                                                 |                                  |                        |
| 2014     | Indicado  | Best POV Sex Scene (com Tim Von Swine)                           | Elastic Assholes 11              |                        |
| 2015     | Indicado  | Best Boy/Girl Sex Scene (com Bruce Venture)                      | Silhouette                       |                        |
| 2015     | Indicado  | Best Double Penetration Sex Scene (com Toni Ribas & Ramón Nomar) | Internal Damnation 7             |                        |
| 2015     | Indicado  | Best Solo/Tease Performance                                      | Gangbang Me                      |                        |
| 2015     | Indicado  | Fan Award: Favorite Female Porn Star                             |                                  |                        |
| 2015     | Indicado  | Fan Award: Hottest Ass                                           |                                  |                        |
| 2015     | Indicado  | Female Performer of the Year                                     |                                  |                        |
| 2015     | 2016      | Indicado                                                         | Best All-Girl Group Sex Scene    | Girls Kissing Girls 17 |
| Indicado | 2016      | Best Three-Way Sex Scene - B/B/G                                 | Sexaholics                       |                        |
| Indicado | 2016      | Fan Award: Favorite Female Porn Star                             |                                  |                        |
| Indicado | 2016      | Fan Award: Most Epic Ass                                         |                                  |                        |
| Indicado | 2016      | Female Performer of the Year                                     |                                  |                        |
| 2017     | Indicado  | Best All-Girl Group Sex Scene                                    | AJ's Angels                      |                        |
| 2017     | Indicado  | Best Double Penetration Sex Scene                                | Booty Queen 2                    |                        |
| 2017     | Indicado  | Best Group Sex Scene                                             | Sins Life 1                      |                        |
| 2017     | Indicado  | Best Solo/Tease Performance                                      | Anikka vs Kelsi                  |                        |
| 2017     | Indicado  | Best Three-Way Sex Scene: G/G/B                                  | Booty Queen 2                    |                        |
| 2017     | Indicado  | Fan Award: Most Epic Ass                                         |                                  |                        |
| 2017     | Indicado  | Female Performer of the Year                                     |                                  |                        |
| 2018     | Indicado  | Best All-Girl Group Sex Scene                                    | Faces of Alice                   |                        |
| 2018     | Indicado  | Best Interracial Movie                                           | My First Interracial 9           |                        |
| 2018     | Indicado  | Best Interracial Movie                                           | School of Black Cock 3           |                        |
| 2018     | Indicado  | Best Solo/Tease Performance                                      | Brother Load 9                   |                        |
| 2018     | Indicado  | Best Supporting Actress                                          | Adventures with the Baumgartners |                        |

| Ano  | Resultado | Prêmio                                | Filme                            |
| ---- | --------- | ------------------------------------- | -------------------------------- |
| 2014 | Indicado  | Best New Starlet                      |                                  |
| 2015 | Indicado  | Best Scene - All-Girl                 | Belladonna's Fucking Girls 8     |
| 2015 | Venceu    | Best Scene - Feature Movie            | Shades of Scarlet                |
| 2016 | Indicado  | Best Scene - All-Girl                 | Big Booty Tryouts                |
| 2016 | Indicado  | Best Scene - Couples-Themed Release   | Swinger 6                        |
| 2016 | Indicado  | Female Performer of the Year          |                                  |
| 2017 | Indicado  | Best Scene - Vignette Release         | Fragment Of Love                 |
| 2017 | Indicado  | Best Sex Scene – All-Girl             | Lefty                            |
| 2017 | Indicado  | Best Sex Scene – All-Girl             | Telepathy: a Mantis Origin Story |
| 2017 | Indicado  | Best Sex Scene – All-Sex Release      | Race Relations 9                 |
| 2017 | Indicado  | Best Supporting Actress               | Babysitting the Baumgartners     |
| 2017 | Indicado  | Female Performer of the Year          |                                  |
| 2018 | Indicado  | Best Actress - Couples-Themed Release | Adventures with the Baumgartners |
| 2018 | Indicado  | Best Sex Scene - Virtual Reality      | Girlfriend Experience            |
| 2018 | Indicado  | Female Performer of the Year          |                                  |

| Ano  | Resultado | Prêmio                       | Filme |
| ---- | --------- | ---------------------------- | ----- |
| 2014 | Venceu    | New Starlet of the Year      |       |
| 2015 | Indicado  | Female Performer of the Year |       |
| 2015 | Indicado  | Orgasmic Analist of the Year |       |
| 2016 | Indicado  | Female Performer of the Year |       |
| 2016 | Venceu    | Orgasmic Analist of the Year |       |
| 2017 | Indicado  | Female Performer of the Year |       |
| 2017 | Indicado  | Orgasmic Analist of the Year |       |